# Aufkohlen
Aufkohlen (auch Carburieren oder Zementation) bezeichnet ein Verfahren aus der Wärmebehandlung, vornehmlich für Stahl, bei dem bei hohen Temperaturen Kohlenstoff in Metalle eindiffundiert. Dazu wird in einer kohlenstoffhaltigen Umgebung Eisen/Stahl auf Temperaturen von 850 bis 950 °C, andere Metalle bis 2000 °C, erhitzt.
Das Aufkohlen oder Einsetzen soll Stähle, die wegen ihres geringen Kohlenstoff-Gehaltes nicht oder nur schlecht zu härten sind, so weit mit Kohlenstoff anreichern, dass ein Härten möglich wird. Meistens wird nur die Randschicht mit Kohlenstoff angereichert, damit sich dort mehr Martensit bildet als im Kern und eine harte Randschicht entsteht. Der Kern hat eine geringere Härte und bleibt dabei meist zäh. Durch Aufkohlen lassen sich gezielt viele Metallcarbide, wie Wolframcarbid oder Tantalcarbid herstellen. Ein alternatives Verfahren durch Eindiffundieren von Stickstoff ist das Nitrieren.

## Aufkohlungsmittel
Es werden grundsätzlich drei verschiedene Aufkohlungsmittel unterschieden:
- Fest
Die aufzukohlenden Teile werden in Kästen mit Kohlungspulver eingesetzt und bei Temperaturen von ca. 930 °C eine definierte Zeit gehalten (nach Kregelin). Das Aufkohlen in Kohlungsgranulat wird wegen der mangelhaften Reproduzierbarkeit eher selten durchgeführt. Bei Verwendung von neuem Aufkohlungsgranulat können bei den ersten Aufkohlungschargen Gefügefehler in der aufgekohlten Randschicht durch Überkohlung (Korngrenzenzementit) entstehen. Um dies zu vermeiden, sollte niemals nur neues Granulat verwendet werden, sondern mit altem vermischt werden. Durch die eher nicht gegebene Reproduzierbarkeit wird das Aufkohlen im Granulat nur von wenigen Lohnhärtereien angeboten und durchgeführt. In vielen Betriebshärtereien wird dieses Verfahren noch durchgeführt.

Aufkohlen über die Gasphase gemäß Boudouard-Gleichgewicht.
(Spezielles, aber eher veraltetes Verfahren.)
- Flüssig
Die aufzukohlenden Teile werden in einer Salzschmelze bei einer Aufkohlungstemperatur von 860 bis 950 °C behandelt. Das verwendete Aufkohlungssalz ist cyanidhaltig. Die Vorteile bei der Salzbadaufkohlung sind die geringeren Form- und Maßänderungen bei hängender Chargierung und kürzeren Prozesszeiten beim Aufkohlen besonders bei niedrigen Aufkohlungstiefen bis 0,4 mm. Durch eine ständige Kontrolle des Kaliumcyanid- und Kaliumcyanat-Gehaltes im Aufkohlungsbad sind die Prozesssicherheit und Reproduzierbarkeit sichergestellt. Die Bestimmung des Kaliumcyanid- und Kaliumcyanat-Gehalts kann durch einfache Titration durchgeführt werden. Das Salzbadaufkohlen war früher in den Lohnhärtereien weit verbreitet, findet aber heute wegen der mangelnden Umweltverträglichkeit und Wirtschaftlichkeit wenig Anwendung.
- Gasförmig
Die aufzukohlenden Teile werden in kohlenwasserstoffhaltige, gasförmige Medien eingesetzt. Es wird eine Aufkohlungsatmosphäre erzeugt, welche aus einem leicht reduzierenden Trägergas und einem geregelt zugeführten Anreicherungsgas besteht. Das Trägergas besteht üblicherweise aus 20 % Kohlenmonoxid, 40 % Wasserstoff und 40 % Stickstoff. Das Anreicherungsgas ist ein Kohlenwasserstoff, z. B. Methan oder Propan.
Dies stellt die zurzeit am weitesten verbreitete Methode dar.
- Niederdruck
Die aufzukohlenden Teile werden in einen Vakuumofen eingesetzt. Auf Grund des sehr hohen Kohlenstoffübergangs beim Niederdruckaufkohlen wird die Aufkohlung durch einen Wechsel aus Aufkohlungs- und Diffusionszyklen gesteuert. In den Aufkohlungsphasen werden reine Kohlenwasserstoffe wie Methan, Propan oder Azetylen als Ofen- bzw. Aufkohlungsatmosphäre bei Drücken von 2 bis 25 Millibar verwendet. Während der Diffusionsphase wird kein Kohlenstoffspender der Ofenatmosphäre zugeführt: typischerweise wird der Druck mittels Vakuumpumpen abgesenkt oder mit Inertgasen bei geringen Drücken gespült.

Eine Aufkohlung wird als ein entscheidender Schritt beim Einsatzhärten angewendet.

## Aufkohlung der Eisenschmelze
Bei der Herstellung von Gusseisen und Gusseisen mit Kugelgraphit wird in der Regel als Einsatzmaterial beim Schmelzen in Elektroöfen Stahlschrott verwendet. Der Kohlenstoffgehalt muss dann entweder durch Zugabe von Roheisen oder durch Aufkohlungsmittel korrigiert werden. Aus wirtschaftlichen Gründen wird die Korrektur meistens mit Aufkohlungsmitteln durchgeführt. Als Aufkohlungsmittel wird entweder Grafit oder billigerer, calcinierter Petrolkoks verwendet. Auf dem Markt befinden sich viele Sorten von Aufkohlungsmitteln. Qualität und Preis werden durch Aschengehalt (von 0.10 bis 27 %), Stickstoff (0.1–9000ppm), Schwefel (0.1–2 %) und Kohlenstoff (75–99 %) bestimmt.